# مصباح

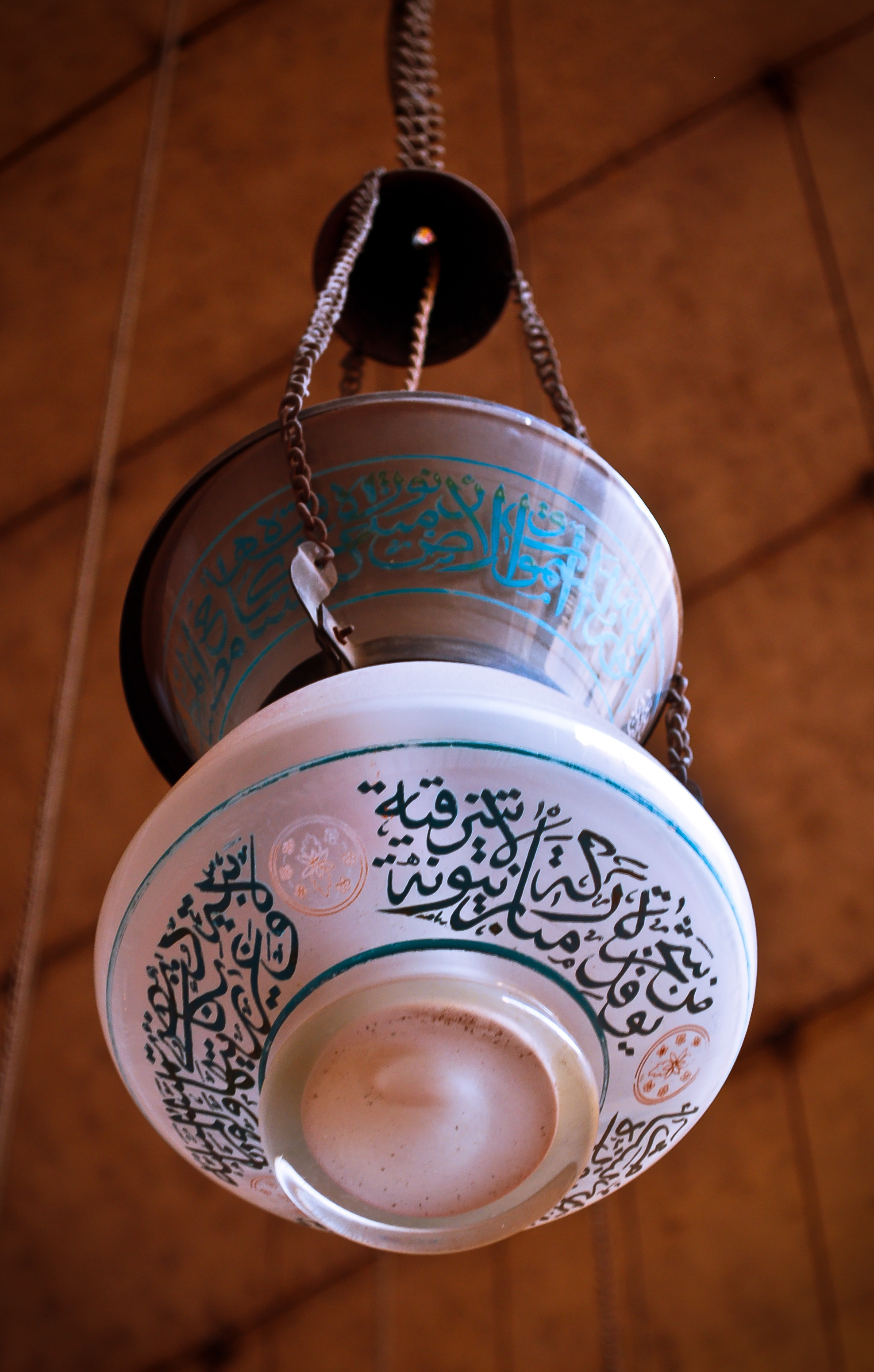
مشكاة (نوع من المصابيح) بمسجد السلطان حسن، بالقاهرة.

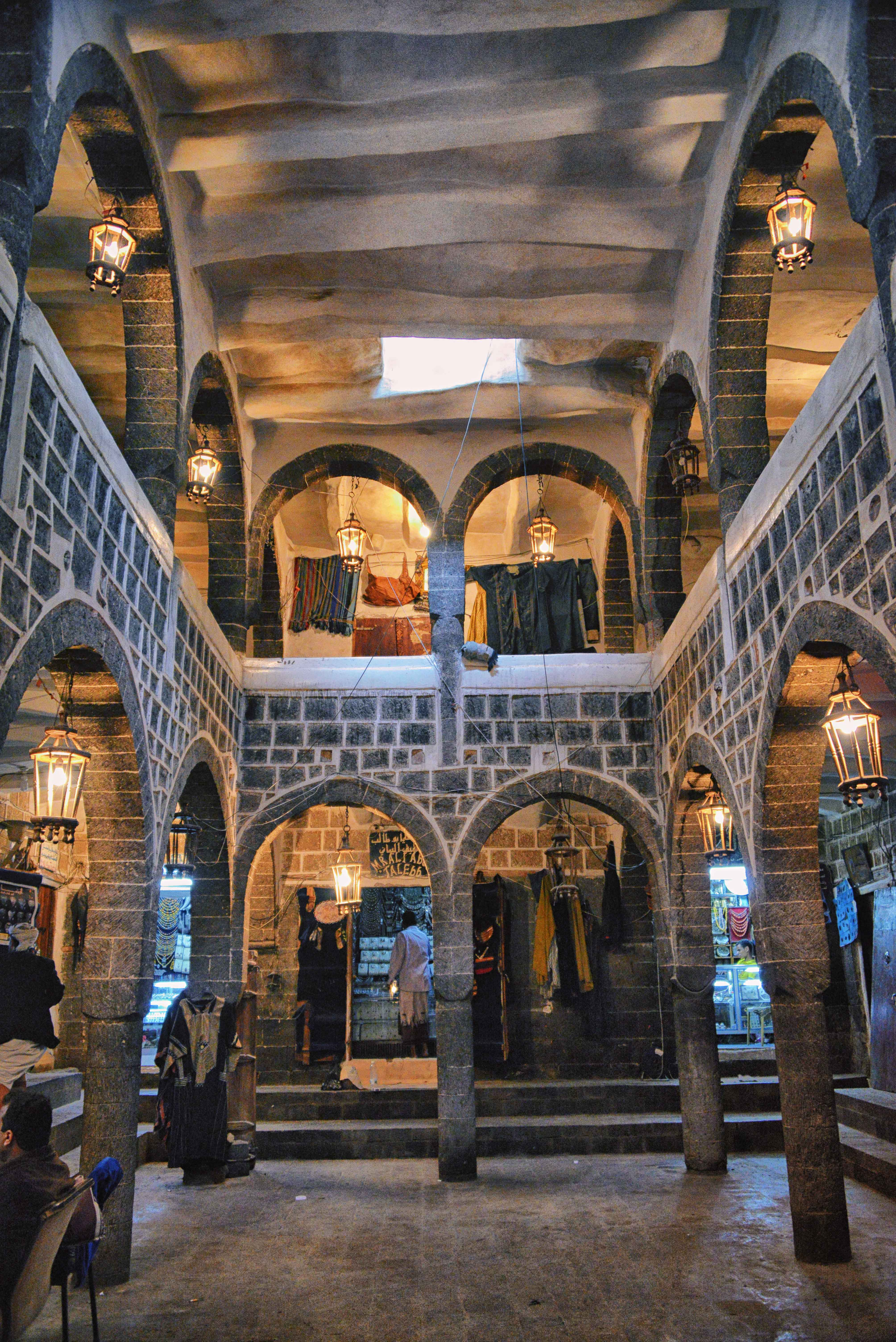
مصابيح في اليمن.

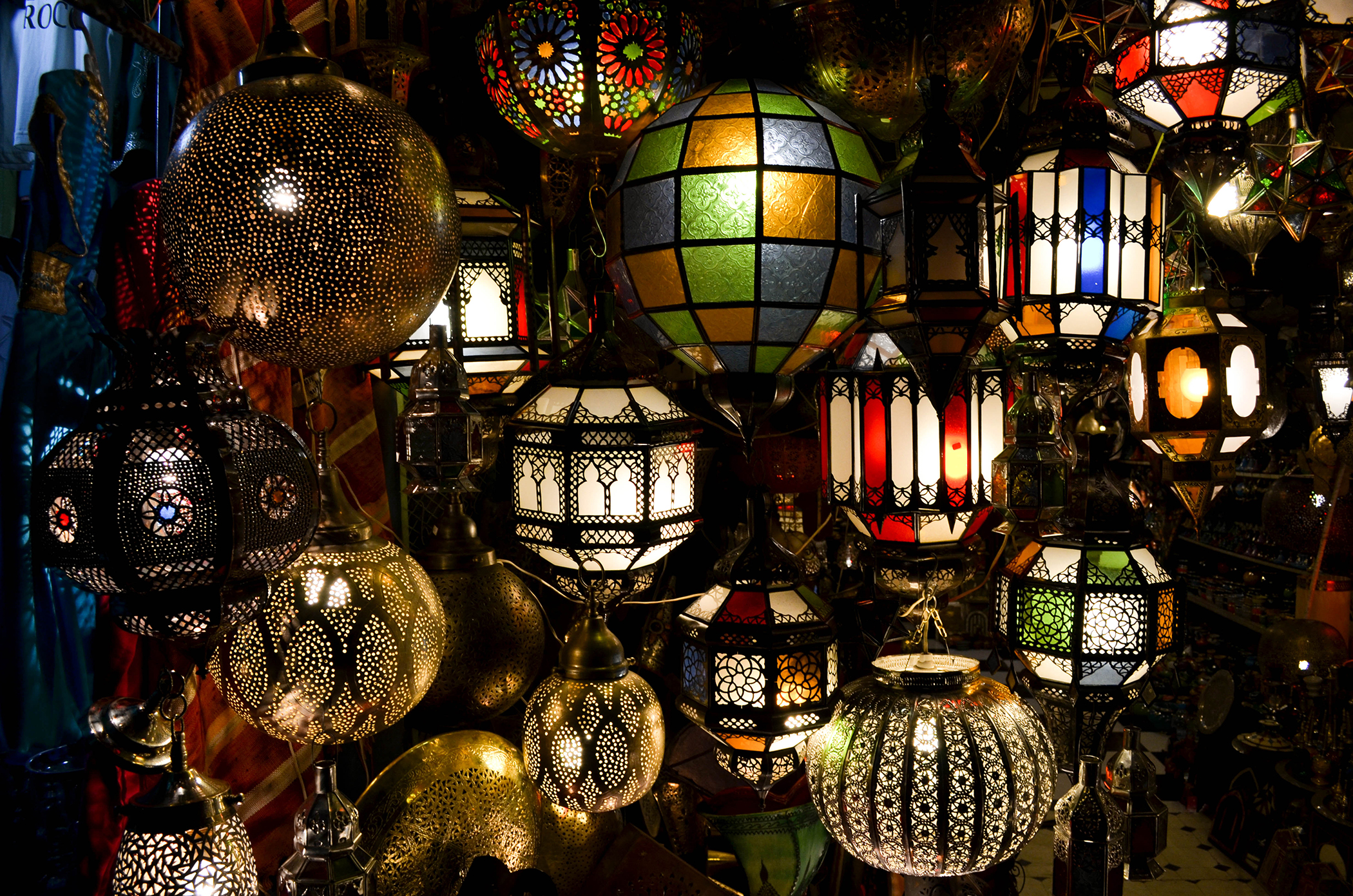
مصابيح في ساحة جامع الفنا مراكش

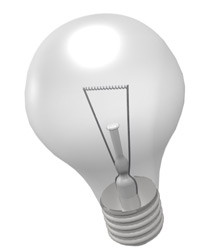
مصباح كهربائي.

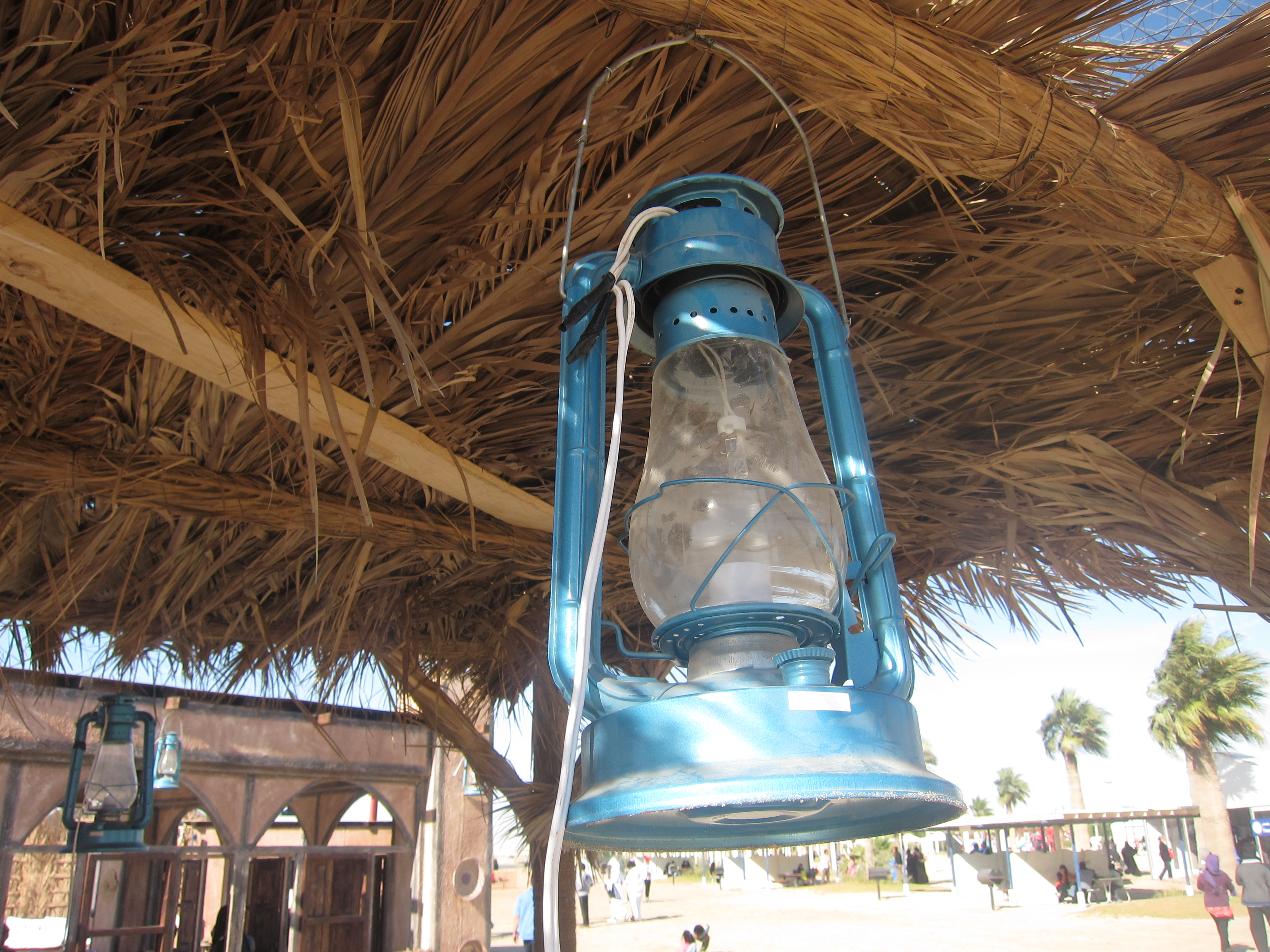
قنديل.

المِصْباح أو السِّراج أداة يستخدمها الناس في إنتاج الضوء. ويصنف المصباح واحداً من أهم الاختراعات. فمنذ اختراع المصباح منذ عدة آلاف من السنين، لم يعد الناس يعتمدون بشكل كامل على الشمس للحصول على الضوء. وبهذا، فقد يسرت المصابيح العمل للناس والمشاركة في عدد لاحصر لهُ من الأنشطة باستخدام الإضاءة الاصطناعية. وكان الناس قديماً يستخدمون المصابيح التي تنار بوقود خاص كالزيت أو النفط والآن ظهرت المصابيح الحديثة التي تنار بالطاقة الكهربائية.

## لغة
كلمة مصباح في اللغة العربية اشتقت كاسم آلة من «صبُحَ» وهو كل ما يستضاء به في الظلام والأماكن المعتمة، والجمع مصابيح، وتستخدم كلمتا مصابيح السماء للكناية عن النجوم الساطعة، وورد لفظ مصباح في حكايات ألف ليلة وليلة للإشارة لأحد المصابيح السحرية والذي يخرج منه جني عند دعكه وسُمي مصباح علاء الدين.

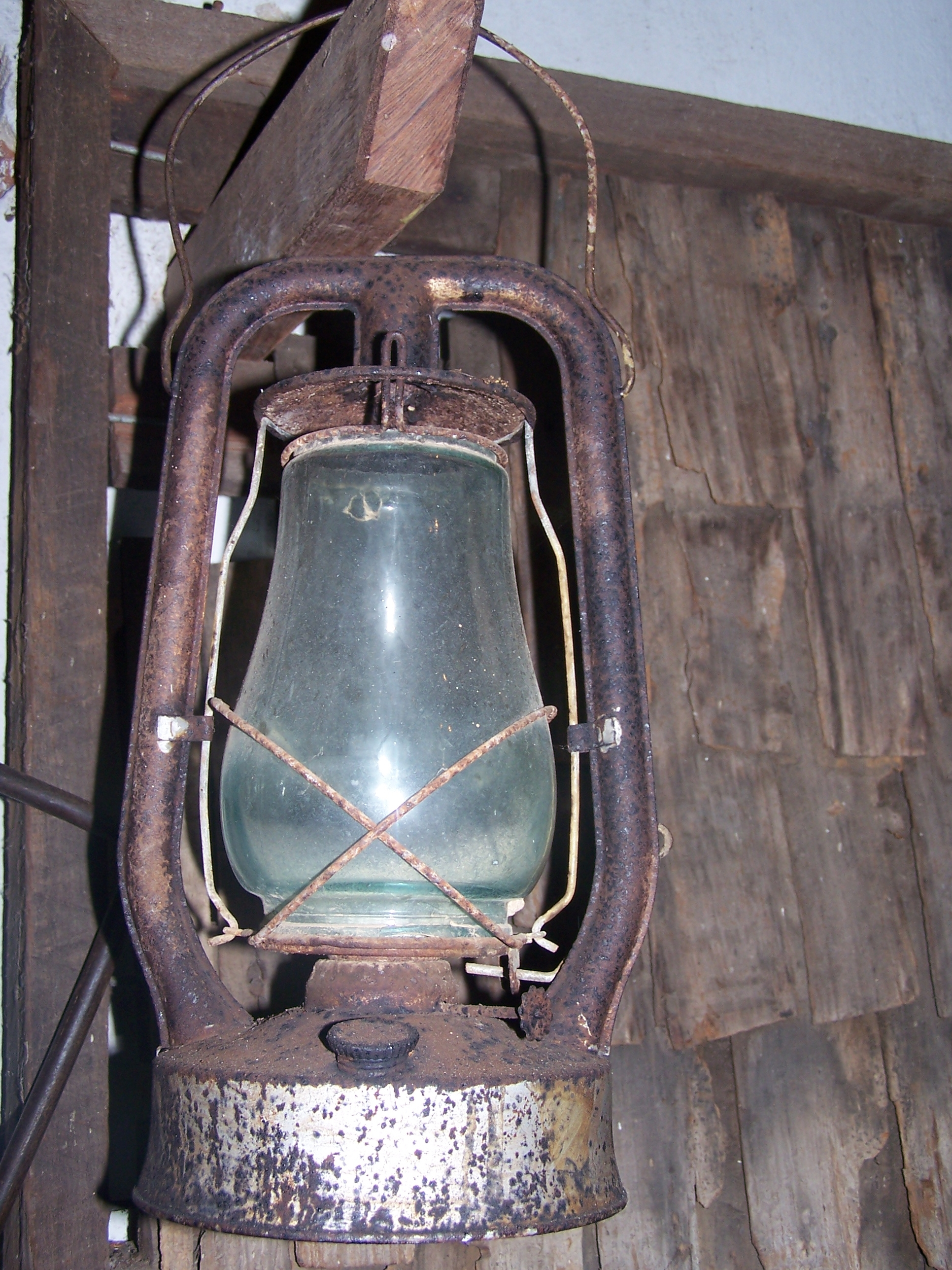
قنديل نفط.

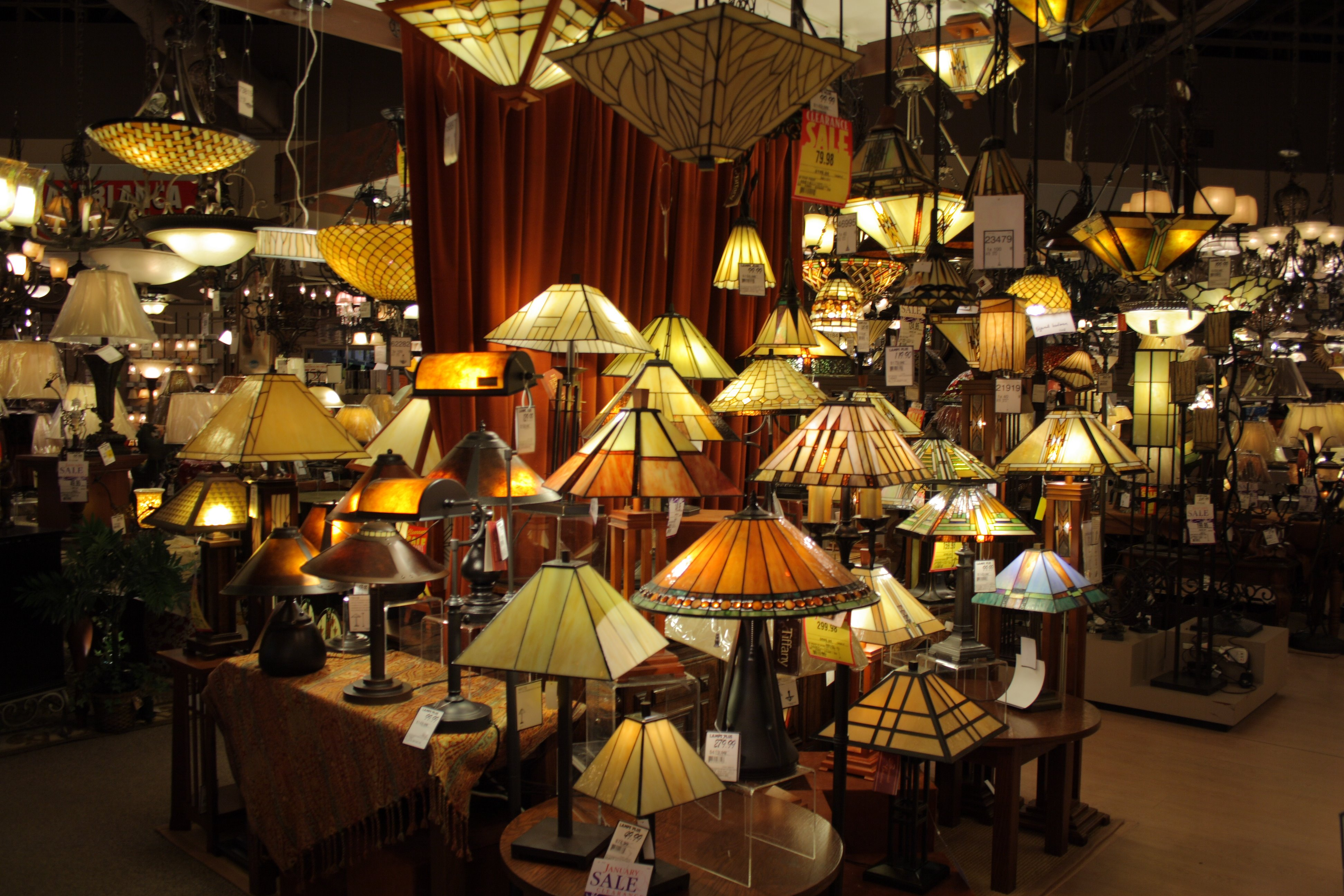
مصابيح الإنارة الكهربية.

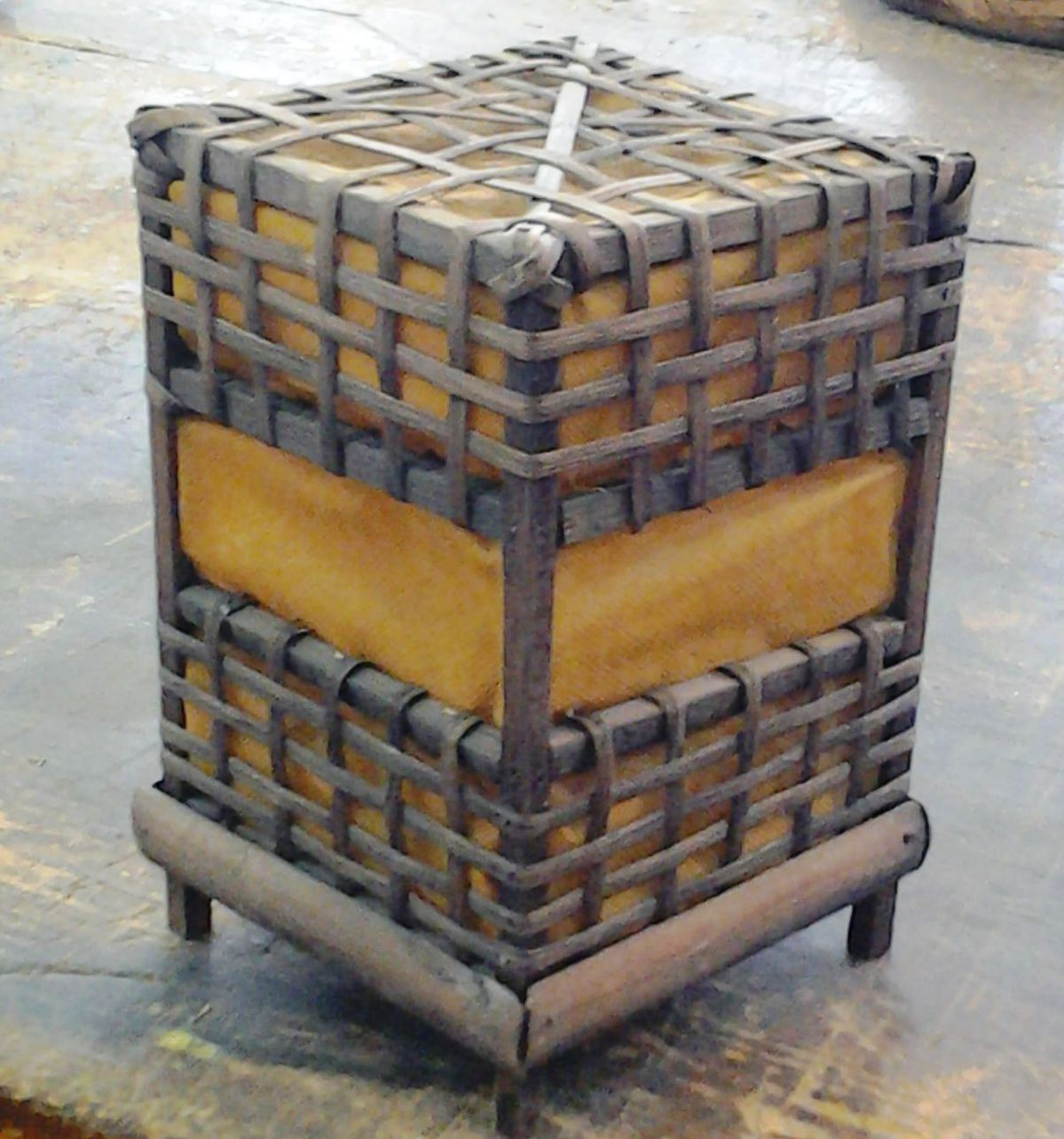
وحدات إضاءة متعددة الأشكال.

## معرض صور

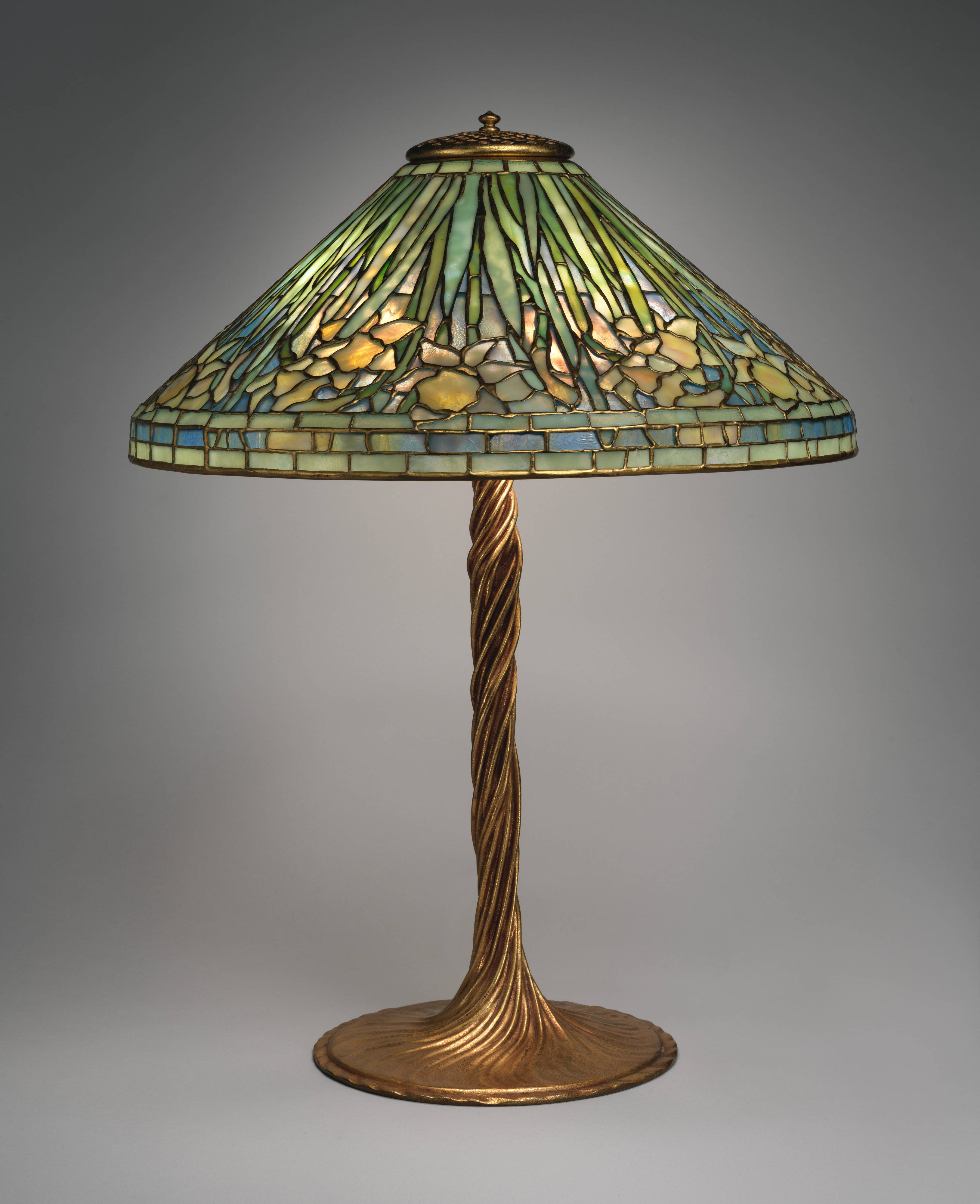
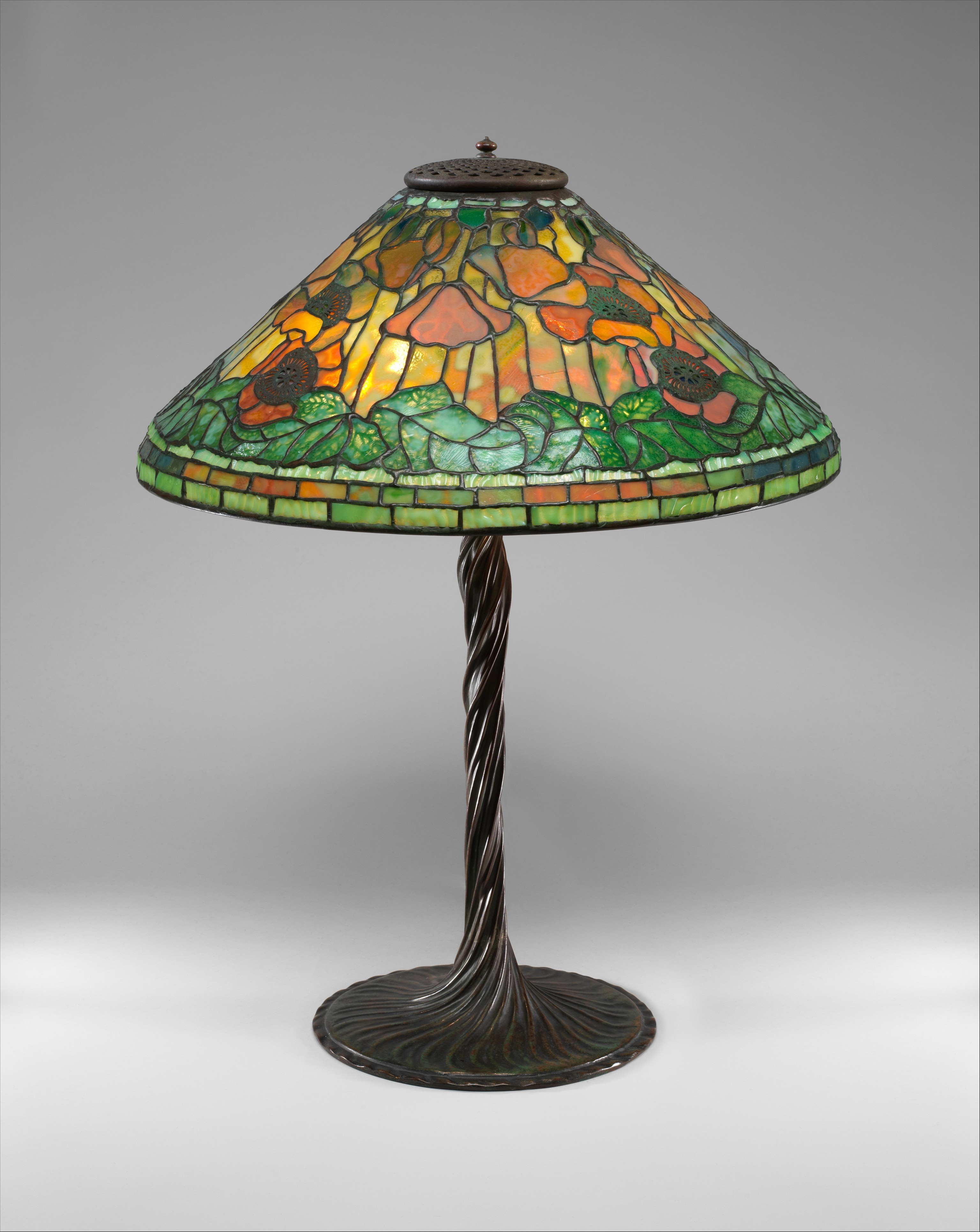
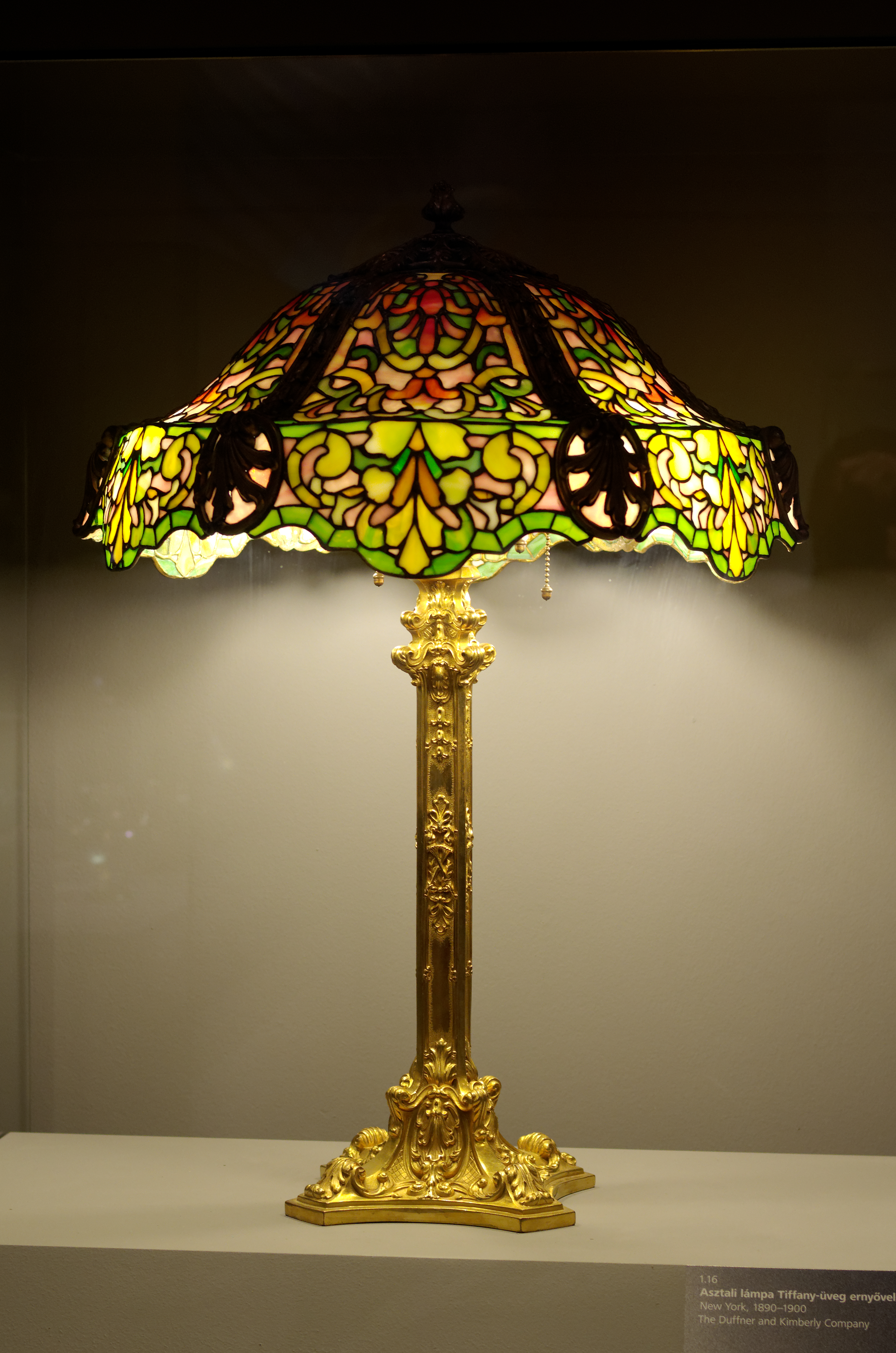

## اقرأ أيضًا
- تفريغ توهجي
- ضوء
- عاكس الضوء (الأباجورة)
- فانوس (إضاءة)
- مصباح كهربائي
- مصباح نيون
- مصباح بخار الزئبق
- مصباح فلوريسنت
- برج قمري